# Thurlton
Thurlton är en ort och civil parish i Storbritannien.   Den ligger i grevskapet Norfolk och riksdelen England, i den sydöstra delen av landet, 160 km nordost om huvudstaden London. Thurlton ligger 5 meter över havet och antalet invånare är 800.
Terrängen runt Thurlton är platt. Runt Thurlton är det tätbefolkat, med 308 invånare per kvadratkilometer. Närmaste större samhälle är Lowestoft, 14,5 km öster om Thurlton. Trakten runt Thurlton består till största delen av jordbruksmark.